# Oberiberg
Oberiberg – miejscowość i gmina w Szwajcarii, w kantonie Schwyz, w okręgu Schwyz. 

## Demografia
W Oberibergu mieszka 871 osób. W 2021 roku 9,9% populacji gminy stanowiły osoby urodzone poza Szwajcarią. 

## Transport
Przez teren gminy przebiega droga główna nr 386.